# Đúng giờ
Đúng giờ là đặc điểm mô tả việc có thể hoàn thành một nhiệm vụ được yêu cầu hoặc hoàn thành nghĩa vụ trước hoặc tại thời điểm được chỉ định trước. "Đúng giờ" thường được sử dụng đồng nghĩa với "đúng thời gian". Đúng giờ cũng có thể có liên quan đến ngữ pháp, có nghĩa là "chính xác".
Một đặc điểm tính cách trái ngược với đúng giờ là sự chậm trễ.
Mỗi nền văn hóa thường có quan niệm về mức độ đúng giờ chấp nhận được khác nhau. Thông thường, muộn một chút có thể chấp nhận được; điều này thường là khoảng mười hoặc mười lăm phút ở các nền văn hóa phương Tây, trừ một số trường hợp như các cuộc hẹn với bác sĩ hoặc các buổi học ở trường. Trong một số nền văn hóa, chẳng hạn như xã hội Nhật Bản, hay như quân đội, kỳ vọng có thể nghiêm ngặt hơn nhiều.
Một số nền văn hóa có sự hiểu ngầm rằng thời hạn thực tế là khác với thời hạn đã định, ví dụ với thời gian châu Phi. Ví dụ như trong một nền văn hóa cụ thể mà mọi người sẽ đến trễ một giờ so với giờ đã định. Trong trường hợp này, vì mọi người đều hiểu rằng một bữa tiệc 9 giờ tối sẽ thực sự bắt đầu vào khoảng 10 giờ tối, không ai gặp khó khăn khi mọi người đến lúc 10 giờ tối.
Trong các nền văn hóa mà đúng giờ có giá trị, bị trễ được coi là thiếu tôn trọng thời gian của người khác và có thể được coi là xúc phạm. Trong những trường hợp như vậy, đúng giờ có thể được thực thi bằng hình phạt xã hội, ví dụ bằng cách loại trừ hoàn toàn những người đến muộn trong các cuộc họp. Những cân nhắc như vậy có thể dẫn đến việc xem xét giá trị của tính đúng giờ trong kinh tế lượng và xem xét các tác động của không đúng giờ vào những người khác trong lý thuyết xếp hàng.